# Akra
Akra (hebrejski: עַכּוֹ‎‎, Akko; arapski:  عكّا‎, ʻAkkā) je grad na zapadu sjeverno izraelske pokrajine Galileje, na obali Sredozemnog mora, u zaljevu Haifa. Akra je jedno od najstarijih kontinuirano naseljenih mjesta na svijetu, te se u prošlosti smatralo strateškom morskom poveznicom s Levantom. Akra je najsvetiji grad Bahá'í vjere jer se u njemu nalazi grobnica Bahá'u'lláha, prema kojoj se pripadnici ove vjere okreću kad se mole.
Stari grad Akre je 2001. godine upisan na UNESCO-ov popis svjetske baštine u Aziji i Oceaniji kao primjer drevnog grada koji je kontinuirano naseljen od vremena Feničana, Križara, pa sve do Osmanskog carstva u 19. stoljeću.

## Povijest
Akra se spominje kao Aak na popisu danaka Tutmozisa III. (16. stoljeće pr. Kr.), te kao Akka u pismima iz Amarne (1350-ih - 1330-ih pr. Kr.), ali i na tzv. "Gnusnom popisu" (na kojem su navedeni neprijatelji Egipta), a koji je još stariji. Također se spominje u knjizi sudaca u Bibliji (1:31) kao jedno od mjesta odakle Izraelci nisu protjerali Kanaance. Josip Flavije navodi kako je Akrom vladao upravitelj kojeg je postavio kralj Salomon, te se za vrijeme Judejskog kraljevstva više vezuju za Feničane nego za Filistejce. Oko 725. pr. Kr., Akra se udružila sa Sidonom i Tirom u pobuni protiv asirskog kralja Šalmanasara V.
Stari Grci ga zovu Ake, što na grčkom znači "lijek" jer je prema mitu Heraklo ovdje pronašao lijek za svoje rane. Aleksandar Veliki ga osvaja 332. pr. Kr. i njegov general Ptolemej I. Soter ga kasnije preimenuje u Antiochia Ptolemais. Juda Makabejac je u jednoj od bitaka protiv Seleukida u Galileji (165. pr. Kr.) potjerao Sirijce sve do Akre. Vladar Seleukidskog carstva, Aleksandar Balas, je osvojio Akru oko 153. pr. Kr., i tu je naposljetku zatočen Jonatan Makabejac okončavši Židovsku pobunu.
Kasnije su grad osvjajali i judejski kralj Aleksandar Janej, egipatska kraljica Kleopatra i Tigran II. Armenski. Herod I. Veliki je u Akri podigao gimnazij, i tu su Židovi presreli Petronija koji je trebao postaviti skulpture rimskih careva u Jeruzalemski hram i nagovorili ga da se vrati. Sveti Pavao je proveo jedan dan u ovom gradu (Djela apostolska 21:7).
Nakon podjele Rimskog Carstva 395. godine, Akra je pripala Istočnom Rimskom carstvu i naposljetku Bizantskom carstvu. Od 638. godine grad je pao pod utjecaj od Arapa i on postaje glavnom palestinskom lukom Omejida, Abasida i od 1104. križara. God. 1187. nakratko ga osvaja Saladin, do 1191., a nakon sloma Jeruzalemskog kraljevstva i pada Jeruzalema 1244. godine, Akra je ostala jedan od zadnjih gradova pod križarima, i prijestolnica propalog Jeruzalemskog kraljevstva do 1291. godine.
God. 1517. osvaja ga osmanlijski sultan Selim I. i u 18. stoljeću grad je ponovno počeo bujati. Tada su izgrađeni do danas sačuvani ostaci grada koji su velika turistička atrakcija. God. 1799., grad je 61 dan neuspješno opsjedao Napoleon. Nakon kratkotrajne vlasti lokalnih gospodara, Ibrahim Paša Egipatski ponovno uspostavlja osmansku vlast 1832. godine i uništava grad. Akru su 1840. bombardirale udružene snage Ujedinjenog Kraljevstva, Austrije i Francuske, a nakon Prvog svjetskog rata je postao dijelom britanskog protektorata, a njegova citadela zatvorom.
Dana 17. svibnja 1948. godine, preuzeo ga je Irgun (židovska paravojna formacija) i od tada pripada Izraelu.

## Znamenitosti
Osmanski upravitelji Dagir el-Omar i Džezar Paša su obnovili i dodatno utvrdili križarske zidine od 1750. – 99. godine. One imaju visinu od 10 do 13 metara i oko jedan metar debljine. Od 1814., kad je izgrađena topnička utvrda na sjeveroistoku grada, zidine su ostale nepromijenjene.
Osmanlije su također obnovili križarsku citadelu ivanovaca na sjevernom zidu iz 12. stoljeća. Ispod citadele se nalaze viteške dvorane koje se sastoje od čest spojenih hodnika, velike dvorane (nedavno iskopane), tamnice, blagovaonice i gotičke kapele.
Džamija Džezar Paše iz 1781. godine ima dva kata i u njoj se čuva vlas iz brade proroka Muhameda koja se pokazuje prilikom posebnih svečanosti. Hamam el-Baša iz 1795. godine ima nekoliko prostorija i osmerokutnu parnu kupelj s mramornom fontanom, a bila je u funkciji sve do 1950. godine kada je pretvorena u muzej. Džezar Paša je obnovio i luku izgradivši dvokatno raskošno pristanište sa spavaonicama za trgovce (karavan-saraj) na drugom katu. Njemu je 1906. dodan i sat-toranj kojim je obilježena 25 godišnjica vladavine osmanskog sultana Abdul Hamida II.
U Akri se nalaze i mnoga svetišta Bahá'íja od kojih je Kibla, mjesto gdje je preminuo Bahá'u'lláh, osnivač vjere, najsvetije mjesto prema kojem se Baha'i okreću kad se mole. U njoj se nalaze ostatci Bahá'u'llaha, a nalazi se u vili Bahji gdje je preminuo. God. 2008., ovo je mjesto, zajedno s drugim svetištima Bahá'íja (od kojih su Abdudova kuća i Ridvanov vrt također u Akri), upisano na UNESCO-ov popis mjesta svjetske baštine u Aziji i Oceaniji.
- Morske zidine
- Turski hamam
- Džamija Džezar Paše
- Pristanište Khan al-Umdan
- Viteške dvorane
- Bahji vila, Bahá'í kibla

## Gradovi prijatelji
Akra ima ugovore o partnerstvu sa sljedećim gradovima:
- Bielsko-Biała, Poljska
- Bregenz, Austrija
- Canton i Deerfield Beach, SAD
- La Rochelle, Francuska
- Pisa, Italija
- Recklinghausen, Njemačka

## Vanjske poveznice
- Službena stranica Starog grada Akre
- Povijest Akre (Židovska virtualna knjižnica)
- Turizam u Akri  Arhivirana inačica izvorne stranice od 17. srpnja 2011. (Wayback Machine) na TripTouch.com
- Galerija fotografija Starog grada